# Feliciano (Uruguay)
Pour les articles homonymes, voir Feliciano.
Feliciano est une ville de l'Uruguay située dans le département de Durazno. Sa population est de 70 habitants.

## Population
| Année | Population |
| ----- | ---------- |
| 1963  | -          |
| 1975  | 83         |
| 1985  | 73         |
| 1996  | 68         |
| 2004  | 70         |

Référence,: